# Southern Utah Thunderbirds

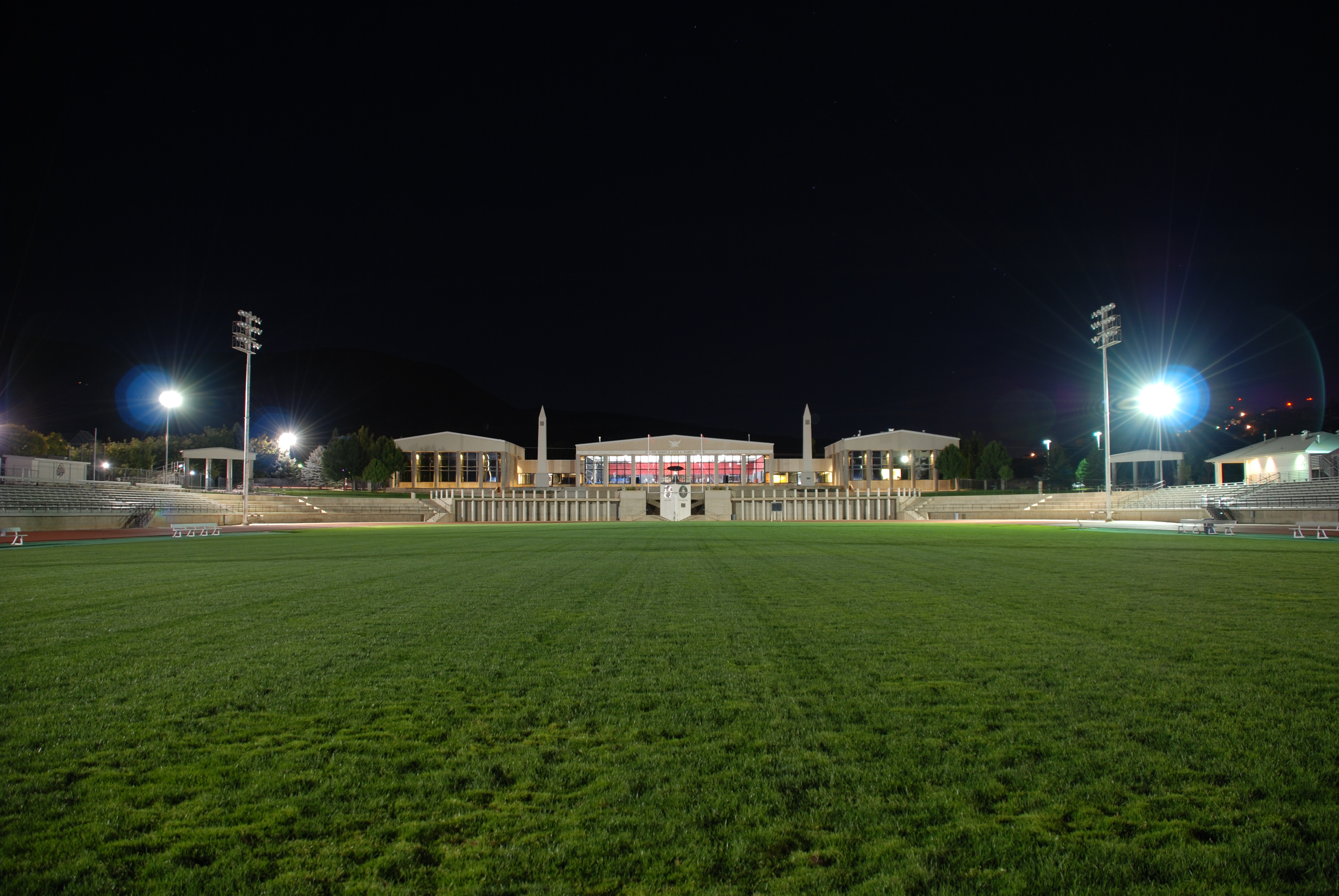
Eccles Coliseum.

Southern Utah Thunderbirds, también conocidos como SUU Thunderbirds (en español: "Pájaros de trueno de la Universidad del Sur de Utah") es la denominación de los equipos deportivos de la Southern Utah University, ubicada en Cedar City, Utah. Los Thunderbirds participan en las competiciones universitarias organizadas por la NCAA, y forman parte de la Western Athletic Conference desde 2022.

## Apodo y mascota
El apodo y la mascota de la universidad es el Thunderbird, una criatura legendaria de los nativos americanos. A los equipos femeninos se les denomina Lady Thunderbirds.

## Programa deportivo
Los Thunderbirds compiten en 6 deportes masculinos y en 9 femeninos:
| Masculino: - Baloncesto - Campo a través - Fútbol americano - Golf - Béisbol - Atletismo | Femenino: - Baloncesto - Campo a través - Fútbol - Tenis - Atletismo - Sófbol - Voleibol - Golf - Gimnasia artística |

### Baloncesto
El mayor éxito del baloncesto masculino lo lograron en 2001, cuando ganaron el título de conferencia por primera y única vez en su historia, disputando el Torneo de la NCAA, en el que cayeron en primera ronda ante Boston College.

## Instalaciones deportivas
- America First Event Center es el pabellón donde disputan sus partidos los equipos de baloncesto, voleibol y gimnasia artística. Tiene una capacidad para 5.300 espectadores y fue inaugurado en 1985.[3]
- Eccles Coliseum, es el estadio donde disputa sus encuentros el equipo de fútbol americano. Fue totalmente renovado en 1997 y tiene una capacidad para 8.500 espectadores.[4]